# Astragalus subarcuatus
Astragalus subarcuatus är en ärtväxtart som beskrevs av Mikhail Grigoríevič Popov. Astragalus subarcuatus ingår i släktet vedlar, och familjen ärtväxter. Inga underarter finns listade i Catalogue of Life.